# Melon du Haut-Poitou
Le melon (Cucumis melo) est une plante herbacée appartenant à la famille des cucurbitacées. Le melon du Haut-Poitou est exclusivement cultivé dans les terres argilo-calcaires du Haut-Poitou.
Actuellement, 13 producteurs perpétuent la tradition maraichère du melon du Haut-Poitou. Au sein du Syndicat des Producteurs de Melons du Haut-Poitou créé en 1992, les producteurs ont obtenu le signe européen d’origine et de qualité IGP (indication géographique protégée) en 1998.
La nature des sols, l’influence du climat ainsi que le savoir-faire des producteurs ont permis au melon du Haut-Poitou d’acquérir une notoriété auprès des consommateurs et des restaurateurs. La Vienne est actuellement le 1er département français en surface de melons plantée en France.

## Historique
Probablement originaire d’Inde voire d’Afrique, le melon était déjà cultivé en Égypte cinq siècles avant le début de notre ère. C’est à partir de cette époque qu’il a été considéré comme un fruit. Auparavant, il était relativement petit et très peu sucré. Il se dégustait poivré, vinaigré et relevé de garum (principal condiment utilisé notamment dans la Grèce antique).
À la Renaissance, des moines le cultivaient pour les papes, dans leur résidence d’été de Cantalupo, près de Rome. C’est de là que nous vient le type « cantaloup », variété à chair orangée, de forme ronde et à l’écorce  lisse.
Il faudra attendre le XVe siècle pour que le melon franchisse les frontières de la France et ce grâce à Charles VIII de retour des guerres d’Italie. Il est tout d’abord présent dans le sud (le Midi) puis plus largement dans le reste de la France. À la fin du XIXe siècle, on commence à le cultiver en plein champ dans les terres du Haut-Poitou. Depuis, ce fruit connait un succès durable et fait partie intégrante des traditions culinaires régionales.
Aujourd’hui, 13 producteurs de la région Nouvelle-Aquitaine cultivent le melon sous l’identifiant européen IGP.

## Melon du Haut-Poitou IGP

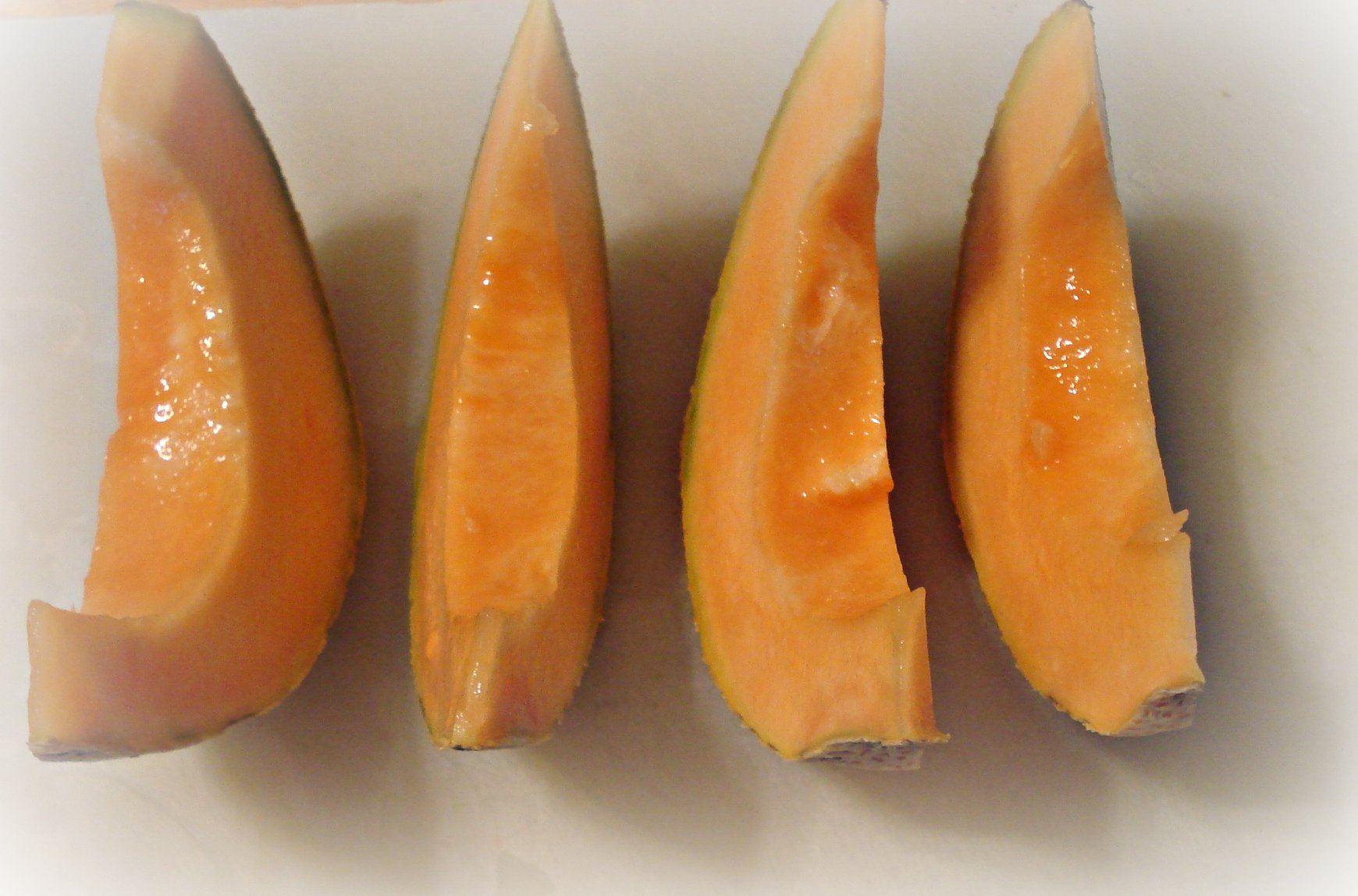
Melon du Haut-Poitou en tranches

Depuis 1998, le melon du Haut-Poitou bénéficie d’un signe officiel d’identification de la qualité et de l’origine européen : l’IGP (Indication Géographique Protégée). Celui-ci repose sur un cahier des charges rigoureux qui établit un niveau d’exigence précis concernant la qualité visuelle et gustative du melon du Haut-Poitou. Sous le contrôle d’un organisme certificateur officiel indépendant, les agriculteurs réunis au sein du Syndicat des Producteurs de Melons du Haut-Poitou mettent en œuvre leurs savoir-faire afin de répondre aux exigences de ce cahier des charges dont voici les points essentiels :   
- aire géographique[4] : définie dans le cahier des charges, elle se situe entre les limites naturelles suivantes : au nord, la zone de contact du Bassin parisien (avec les contreforts du massif armoricain), au sud, la rivière Auxances, et à l'ouest et à l'est les cours d'eau du Thouet, et de la Vienne.
- variété : elles sont de type Cantaloup Charentais Jaune, c'est-à-dire qu'elles ont une écorce qui devient jaune à maturité, et qui exprime plus d'arômes qu'un melon charentais vert. Les fruits sont de chair orangée, de forme ronde et à l’écorce écrite.
- cultures dans des sols argilo-calcaires
- rotation des cultures : 5 ans minimum sans melons. Le melon du Haut-Poitou ne peut pas être cultivé sur une même parcelle avant la sixième année suivant celle de la plantation précédente
- tri manuel selon plusieurs critères : calibre, couleur et défaut d’aspect
- agréage du produit : teneur en sucre, absence de vitrescence (déséquilibre physiologique), homogénéité du lot, présence du pédoncule.
- traçabilité du produit : numéro de lot, producteur, parcelle et date de conditionnement
- conditionnement : plateau monocouche 60x40
- identification : stick autocollant avec la mention « Les Maîtres du Melon Haut-Poitou »
- marques : "Haut Poitou Melon de Maître" (sticker fuchsia) pour les grossistes, et "Haut-Poitou Premium" pour les GMS (bandeau ou stick vert)
- stockage : entre 9 °C et 13 °C
- expédition : 48 heures maximum après récolte

## La culture du melon du Haut-Poitou en démarche qualité
Le melon du Haut-Poitou est exclusivement produit sur des terres argilo-calcaires appartenant à une zone géographique strictement délimitée, dans des parcelles rigoureusement sélectionnées. Ces sols bien aérés et homogènes, sont riches en éléments fertilisants et possèdent de bonnes réserves en eau accumulées pendant l’hiver.     
L’aire géographique du Haut-Poitou possède un climat généralement chaud et sec. La température moyenne annuelle est assez élevée et présente une relative régularité sur l’ensemble de l’année. Malgré une pluviométrie irrégulière, l’aptitude des sols à stocker les eaux de pluie compense cette irrégularité. Ces facteurs, alliés au savoir-faire des hommes, confèrent au melon du Haut-Poitou IGP des caractéristiques organoleptiques uniques.
La culture débute avec la plantation qui a lieu entre le 1er avril et le 30 juin. 
Après avoir au préalable apprêté le champ avec notamment la pose d’un paillage (permettant ainsi à la terre de conserver son humidité, sa chaleur et protégeant le melon du contact direct de la terre), les plants sont mis en plein champ au plus tôt fin mars et jusqu'au environ du 25 juin. De manière à éviter la perte de plants liée aux risques de gelées du mois d’avril, les producteurs utilisent des tunnels en plastique qui protègent les jeunes pousses.
En fonction de la date de mise en terre, les melons du Haut-Poitou peuvent être récoltés dès le 1er juillet et ce jusqu’au 30 septembre. La cueillette se fait manuellement en plusieurs passages successifs au cours de la saison afin de ne cueillir que les fruits dont la maturité est optimale.
Les melons ainsi récoltés sont ensuite contrôlés suivant plusieurs critères dont le taux de sucre, l’absence de vitrescence (maladie physiologique) et l’homogénéité du lot. Ils sont enfin conditionnés après calibrage et tri manuel puis seront expédiés au plus tard 48 heures après la récolte.
Le melon du Haut-Poitou se définit comme un melon fortement sucré, doublé d’un parfum aux arômes intenses. D’une chair à la couleur orange soutenue, il est à la fois ferme en bouche et fortement juteux et fondant.